# معهد سانس
معهد سانس (معهد Escal للتكنولوجيا المتقدمة بشكل رسمي) هي شركة أمريكية خاصة هادفة للربح  تأسست عام 1989 ومتخصصة في أمن المعلومات والتدريب على الأمن السيبراني وبيع الشهادات تشمل الموضوعات المتاحة للتدريب على الدفاعات السيبرانية والشبكات واختبار الاختراق والاستجابة للحوادث والطب الشرعي الرقمي والتدقيق. تم تطوير دورات أمن المعلومات من خلال عملية إجماع تشمل المسؤولين ومديري الأمن ومتخصصي أمن المعلومات. تغطي الدورات أساسيات الأمن والجوانب التقنية لأمن المعلومات. تم الاعتراف بالمعهد لبرامج التدريب  وبرامج الشهادات. اختصار SANS يعني SysAdmin Audit, Network, and Security 

## البرامج
يرعى معهد سانس مركز عاصفة الإنترنت، وهو نظام مراقبة إنترنت يعمل به مجتمع عالمي من ممارسي الأمن، وغرفة قراءة سانس ، وهي أرشيف بحثي لسياسة أمن المعلومات ووثائق بحثية. سانس هي إحدى المنظمات المؤسسة لمركز أمان الإنترنت.
تقدم سانس الأخبار والتحليلات من خلال موجز ويب تويتر والنشرات الإخبارية عبر البريد الإلكتروني. بالإضافة إلى ذلك، هناك أخبار أسبوعية وملخص نقاط الضعف المتاحة للمشتركين.

## التمارين
تم تنظيمها في الأصل في عام 1989  فعاليات تدريب سانس تعمل مثل المؤتمرات الفنية التقليدية التي تعرض العروض التقديمية الفنية. بحلول منتصف التسعينيات، قدمت سانس الأحداث التي تجمع بين التدريب والمعارض التجارية. ابتداءً من عام 2006، قدمت سانس تدريبًا غير متزامن عبر الإنترنت (سانس على الطلب) وتم تنسيق فصل دراسي افتراضي متزامن (SANS vLive). تم تطوير نشرات الويب المجانية والنشرات الإخبارية عبر البريد الإلكتروني (Risk و Newsbites و !Ouch) بالتعاون مع موردي خدمات الأمان المحتوى الفعلي وراء الدورات التدريبية وأحداث التدريب سانس يظل «بائع حيادي.» لا يمكن للبائعين الدفع لتقديم دورة سانس الرسمية الخاصة بهم، على الرغم من أنه يمكنهم تعليم حدث سانس «المستضاف» من خلال الرعاية.
في عام 1999، أسس معهد سانس شهادة ضمان المعلومات العالمية (GIAC)، وهي كينونة مستقلة تمنح الشهادات في موضوعات أمن المعلومات.
قامت بتطوير وتشغيل نت وورز، وهي مجموعة من أدوات التعلم التفاعلية لمحاكاة سيناريوهات مثل الهجمات الإلكترونية.نت وورز قيد الاستخدام من قبل القوات الجوية الأمريكية  والجيش الأمريكي. 

## الأساتذة
غالبية أعضاء هيئة التدريس في سانس ليسوا موظفين في سانس، لكنهم متخصصون في الصناعة وخبراء في مجال أمن المعلومات.  تم تنظيم الكلية في ستة مستويات مختلفة: الموجهون، المجتمع، المدرسون المعتمدون، المدرسون الرئيسيون، المدرسون الأقدم، والزملاء.

## معهد سانز للتكنولوجيا
اعتبارًا من عام 2006 أنشأت سانس معهد سانس للتكنولوجيا وهي كلية معتمدة تعتمد على تدريبات سانس وشهادة ضمان المعلومات العالمية.
في 21 نوفمبر 2013، حصل معهد سانس للتكنولوجيا على الاعتماد الإقليمي من قبل لجنة الولايات الوسطى للتعليم العالي.
يركز معهد سانس للتكنولوجيا بشكل حصري على الأمن السيبراني، ويقدم برنامج درجة الماجستير في العلوم في هندسة أمن المعلومات (MSISE)، وخمسة برامج لشهادة ما بعد البكالوريا (اختبار الاختراق والقرصنة الأخلاقية، والاستجابة للحوادث، وأنظمة التحكم الصناعية، وعمليات الدفاع السيبراني، وهندسة الأمن السيبراني (الأساسية))، وبرنامج شهادة البكالوريوس العليا (الأمن السيبراني التطبيقي).
تواصل سانس لتقديم محتوى أمان مجاني عبر مختبر القيادة لمعهد سانس للتكنولوجيا. ومعلومات القيادة المتعلقة بتكنولوجيا المعلومات / الأمن.

## روابط خارجية
- الموقع الرسمي
- معلومات الاسم التجاري لمعهد SANS من إدارة التقييمات والضرائب بولاية ماريلاند